# Stèles rouges : du totalitarisme au cannibalisme
Stèles rouges : du totalitarisme au cannibalisme est un ouvrage de Zheng Yi publié en 1993 à Taïwan, mais interdit en République populaire de Chine.

## Présentation
Zheng Yi fut le premier écrivain chinois à dénoncer ouvertement les méfaits de la révolution culturelle dans son bref récit intitulé L'Érable. À la fin des années 1980, il part enquêter sur les actes de cannibalisme perpétrés dans la province du Guangxi. Le résultat de cette investigation publié sous le titre de Stèles rouges : du totalitarisme au cannibalisme est accablant pour les autorités locales, qui autorisèrent et institutionnalisèrent à grande échelle cette pratique. Zheng Yi décrit d'horribles scènes de cannibalisme, affirmant qu'au moins 10 000 personnes furent tuées et mangées en Chine durant cette période.

## Accueil critique
L'universitaire Michel Bonnin considère que cet ouvrage est l'œuvre d'un écrivain respectable et reconnu en Chine, ce n'est pas le brûlot d'un anti-communiste quelconque. Jacques Andrieu, chercheur au CNRS, indique que Zheng Yi a d'une part recueilli des témoignages et d'autre part étudié les rapports secrets, établis par des enquêteurs du Parti communiste chinois dans les années 1980. Ces deux sources lui ont permis de rédiger un compte rendu « accablant » avec un livre de 600 pages. L'historien Max Lagarrigue (en) indique que cet ouvrage « révèle des pans atroces » de l'histoire de la Chine avec la mise à jour de preuves issues d'archives locales du Parti communiste

## Édition
- Stèles rouges : du totalitarisme au cannibalisme, éd. Bleu de Chine, 1999,  (ISBN 978-2-910884-13-0).
- Scarlet Memorial: Tales Of Cannibalism In Modern China

- [Le cannibalisme au Guangxi], extraits.